# Katya (inslagkrater)
Katya is een inslagkrater op de planeet Venus. Katya werd in 1997 genoemd naar Katya, een Russische meisjesnaam.
De krater heeft een diameter van 10,5 kilometer en bevindt zich in het quadrangle Metis Mons (V-6).